# Winnenden
Winnenden (tiếng Swabia: Wẽnnede) là một thị trấn nhỏ nằm ở huyện Rems-Murr, thuộc bang Baden-Württemberg, tây nam nước Đức.